# Charles Shaw-Lefevre, 1. Viscount Eversley

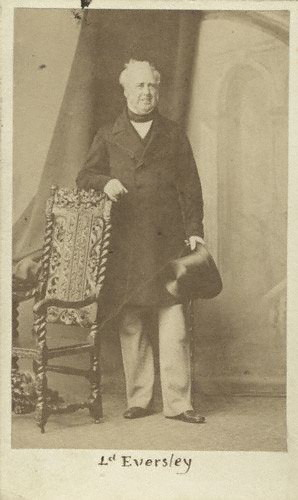
Charles Shaw-Lefevre, 1. Viscount Eversley

Charles Shaw-Lefevre, 1. Viscount Eversley (* 22. Februar 1794; † 28. Dezember 1888 in Hampshire) war ein britischer Politiker der Whigs und Sprecher des Unterhauses (House of Commons).

## Studium und Familie
Nach der Schulausbildung in Winchester absolvierte er ein Jurastudium am Trinity College der University of Cambridge. 1819 wurde er als Rechtsanwalt zugelassen. Seine Schwiegermutter war die Schwester des Premierministers Charles Grey, 2. Earl Grey, der seine politische Laufbahn entscheidend förderte.
Sein jüngerer Bruder Sir John Shaw-Lefevre war einer der Mitgründer der Universität London. Sein Neffe George Shaw-Lefevre, 1. Baron Eversley, war ebenfalls langjähriger Unterhausabgeordneter und zwischen 1881 und 1895 mehrfach Kabinettsmitglied.

## Politische Laufbahn

### Unterhausabgeordneter
Shaw-Lefevre begann seine politische Laufbahn 1830 mit der Wahl zum Abgeordneten des Unterhauses (House of Commons). Dort vertrat er zunächst bis 1831 die Interessen der Whigs des Wahlkreises Downton. 1831 bis 1832 war er kurze Zeit Unterhausabgeordneter für den Wahlkreis Hampshire, ehe er anschließend bis 1857 für 25 Jahre Abgeordneter des Wahlkreises North Hampshire war.

### Langjähriger Parlamentssprecher und Mitglied des Oberhauses
1839 wurde Shaw-Lefevre als Nachfolger von James Abercromby zum Sprecher (Speaker) des House of Commons gewählt. Dieses Amt übte er laut des Eintrages in der Encyclopedia Britannica von 1911 mit hohem Ansehen im Unterhaus wegen seiner unparteiischen Fairness und dem damit verbundenen einmaligen Taktgefühl und seiner Höflichkeit aus. 1857 trat er von seinem Amt als Speaker zurück. Shaw-Lefevre war mit einer Amtszeit von 18 Jahren nach der 33-jährigen Amtszeit von Arthur Onslow von 1728 bis 1761 der Speaker mit der zweitlängsten Amtszeit. Nachfolger als Unterhaussprecher wurde John Evelyn Denison.
Nach seinem Rücktritt als Parlamentssprecher wurde er traditionsgemäß in den erblichen Adelsstand erhoben. So erhielt er 1857 den Titel Viscount Eversley, of Heckfield in the County of Southampton, und gehörte als solcher dem Oberhaus (House of Lords) an.

## Auszeichnungen
Am 19. Februar 1831 wurde er zum Ehrenoberst des North Hants Regiment der Hampshire Yeomanry Carabiniers ernannt.